# Karel Funk
Karel Funk také Carolus Borromeus Funck(31. října 1772 Praha - 15. září 1836 Praha) byl český kreslíř a mědirytec.

## Život a dílo
Studoval gymnasium, roku 1800 vstoupil na novou Akademii pražskou a roku 1803 vystoupil a přijal místo úředníka. V roce 1808 byl zaměstnán v Královské státní účtárně (Staatbuchhaltung im Konigreiche Böhmen) jako ingrosista. Studoval v ateliéru Josefa Berglera novodobé malířství a rytectví. Na výstavě Pražské akademie v Klementině v roce 1826 vystavil kresbu Kristus modlící se na hoře Olivetské. V seznamu Všeobecné zemské výstavy roku 1891 v Praze byly zapsány pod čísly 993-994 miniatury podobizen Vojtěcha Novotného a jeho manželky z majetku Františka Adolfa Borovského. Namaloval portrét pražského arcibiskupa Wilhelma Florentina a po jeho smrti v roce 1810 zhotovil jeho rytinu. Byl prvním učitelem Karla Würbse.
Citace z rodinné kroniky uvádí: Mistrně i barvami olejovými portréty prováděl, mnohá významná osoba seděla mu a on si tak na pěkný peníz přišel. Žil v Praze na Malé Straně.
Jeho otec Andreas Thadeus Funck, absolvent přednášek montanistiky Jana Tadeáše Antonína Peithnera, byl v letech 1765–1775 úředníkem Pražské mincovny.

## Galerie

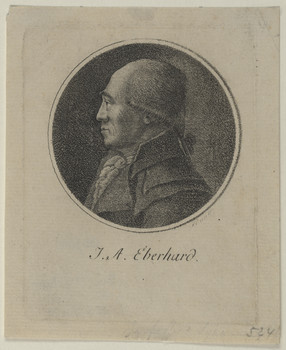
J. A. Eberhard - rytina
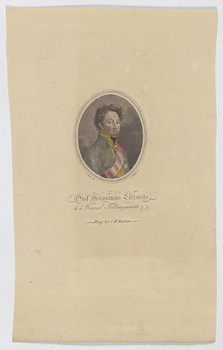
Podobizna - Hieronimus Colloredo - kolorovaná malba